# Ainsworthia
- Commons
- Wikispecies

Ainsworthia é um género botânico pertencente à família Apiaceae.
São espécies endêmicas no Sudoeste Asiático, Chipre e Turquia.

## Espécies
Apresenta cinco espécies:
- Ainsworthia byzantina
- Ainsworthia carmeli
- Ainsworthia cordata
- Ainsworthia elegans
- Ainsworthia trachycarpa